# Telemedia Group (France)
Pour les articles homonymes, voir Telemedia.
Telemedia était un groupe de télécommunications français coté à la Bourse de Paris Euronext. 
Pierre Guillermo créé en 1983 Telemedia en ouvrant le premier centre d'appel informatisé ainsi que le premier numéro vert. En 1984, Telemedia lance le Vidéocompte, le premier concept de banque directe en ligne pour le CCF (aujourd’hui HSBC). En 1985, Telemedia devient le pionnier des kiosques téléphoniques Audiotel. En 1990, Telemedia imagine, pour la SNCF, le premier serveur vocal interactif utilisant les technologies de la reconnaissance vocale. 
En 2000, Pierre Guillermo introduit Telemedia Group à la Bourse de Paris Euronext.  
Telemedia Group est devenu un opérateur de télécommunications VoIP, partenaire de grands opérateurs internationaux de télécommunications. 
En novembre 2006, Telemedia Group a reçu le Prix de l′Entreprise de l′Année, décerné par le Nouvel Économiste et Euronext et remis par Renaud Dutreil, Ministre du Commerce et des PME.
Après cession de ses activités de télécommunications, Telemedia Group a fait l'objet d'une liquidation amiable, et a été radiée le 17 décembre 2014.